# Selkä-Sötsö
Selkä-Sötsö är en ö i Finland. Den ligger i sjön Orivesi och i kommunen Rääkkylä i den ekonomiska regionen  Mellersta Karelens ekonomiska region  och landskapet Norra Karelen, i den sydöstra delen av landet, 300 km nordost om huvudstaden Helsingfors. Öns area är 11,5 hektar och dess största längd är 0,7 kilometer i öst-västlig riktning.